# 我是女皇
〈我是女皇〉是美国歌手瑪丹娜的一首歌曲，美國饒舌歌手妮琪·米娜客串，出自瑪丹娜第十三张专辑《心叛逆》。她们与迪波洛、莫泽尔拉、托比·蓋德、阿里爾·雷希特沙希德和苏菲共同写作此曲，而后两者则与瑪丹娜共同制作这首歌。在2015年6月15日，记录唱片作为《心叛逆》的第三首单曲，并跟随几首混音版本共同发行。〈我是女皇〉融合了电子舞曲和蒸氣波歌曲的风格，而歌词则讲述了因为她是「瑪丹娜」，所以拥有接踵而来的欢乐。
乐评人对这首歌的评论产生分歧，有些评论称这首歌是「充满活力的」，妮琪饶舌的部分和其独特的创作技巧都得到了称赞，而另外一些乐评人则批评这是一个「令人不快且非常糟糕」的尝试。在美国，〈我是女皇〉登上了告示牌百强单曲榜第84位，成为瑪丹娜三年内第一首进入此榜单的歌曲。这首歌还成为了妮琪第63首和瑪丹娜第57首进入百强单曲榜的歌曲，令他们排在第三和第四最多歌曲进入榜单的女艺人的位置上。这首歌还登上告示牌舞曲排行榜冠军，给予了瑪丹娜「拥有最多告示牌舞曲排行榜冠军的艺人」称号。在全球，这首歌在奥地利，芬兰和瑞典的数字音乐榜上获得前三十名。
这首歌的正式录影带由喬納斯・艾克朗（Jonas Åkerlund）执导，妮琪和迪波洛与瑪丹娜一起出现在其中。在这个录影带的画面中，出現許多知名藝人，包括：芮塔·歐拉、克里斯·洛克、喬·可塔迦納、麥莉·希拉、王大仁、碧昂丝、凱蒂·佩芮、肯伊·威斯特，还有瑪丹娜的两个儿子，罗科和大卫均出现在镜头里。录影带拍摄在位于纽约市的设计酒店，其展示了瑪丹娜和她的随行人员在楼层的各处举行了一场派对，派对最后在天台结束。录影带发布在串流服务Tidal，但因其技术上的问题而受打扰并引起不同的回应。评论家称赞片段的疯狂程度，却严厉批评在场景中缺乏了客串明星的出场次数。另外，这首歌的录影带被指与美國創作歌手泰勒絲的歌曲的音樂錄影帶有相同之处，同样是邀请了许多的明星加入其中。为了进一步地宣传单曲，瑪丹娜在做客《吉米A咖秀》时表演这首歌曲，并获得了正面的评价。

## 创作背景和进展

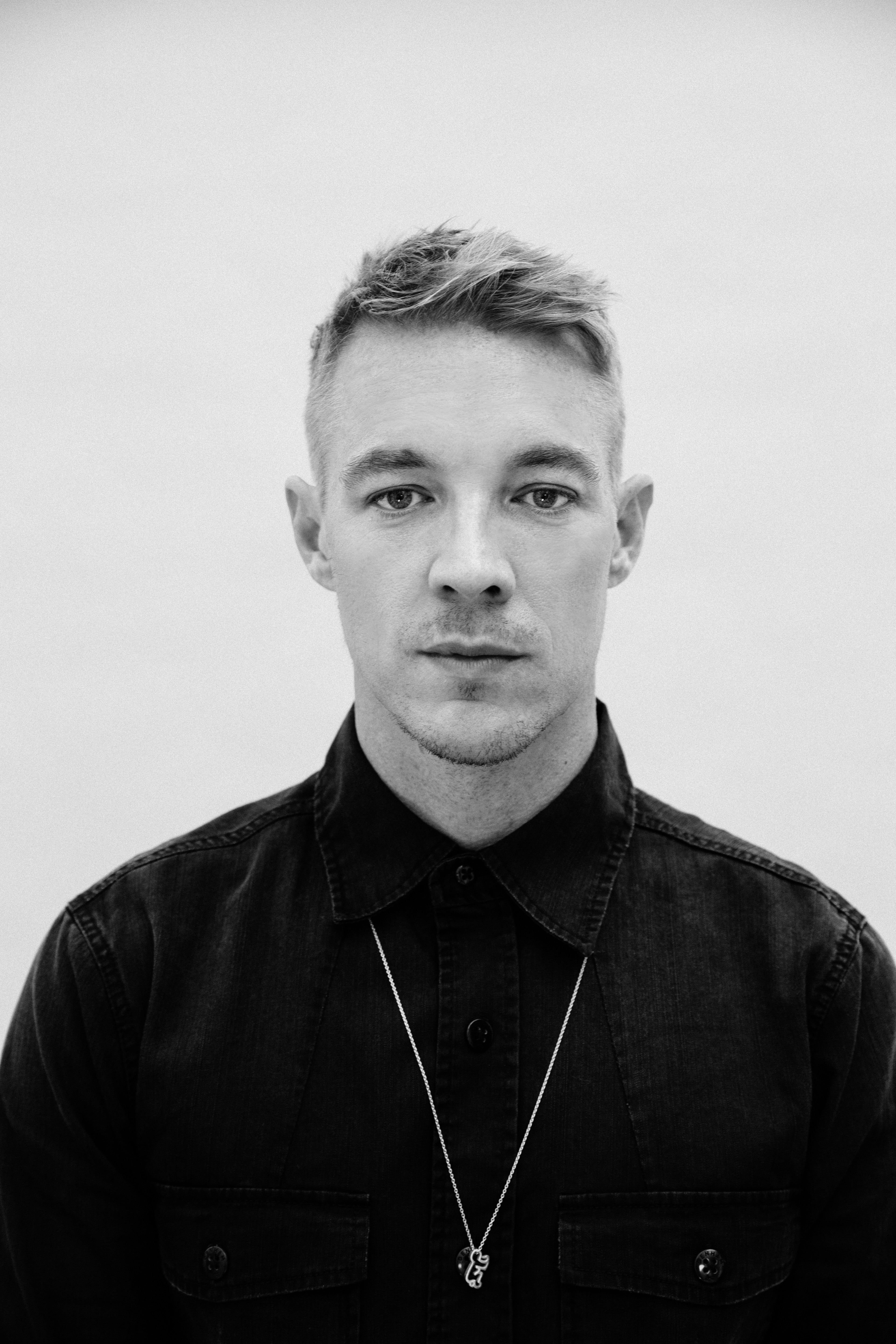
美国DJ迪波洛共同写作并共同制作歌曲《我是女皇》。

2014年2月，瑪丹娜宣布她已经开始着手于自己的第十三张专辑，并说：「我现在与许多共同作曲家和制作人在讨论着我想要选择什么样的作为我自己的音乐。」在接着的一个月，她开始张贴一些照片到社交网站Instagram，她利用一些主题标签来暗示一些有可能会参与其中的作曲家和合作者。两个月之后，瑪丹娜张贴了一张与美国DJ迪波洛一起工作的自拍。瑪丹娜曾经邀请他参加其一年一度的奥斯卡派对，但他却无法到场。他们通过短信来讨论音乐，并最终打算共同合作完成这张专辑。在idolator网站的采访中，迪波洛闡明瑪丹娜曾经要求他为这张专辑做一次「最疯狂的录制」。他们共同写作和录制了七首歌曲，迪波洛更说：「她愿意做一切事情。我喜欢当一个艺人给一个制作人一种信任是想去跟他们工作，还有她对于我的创意都保持开明的态度。这些录制会是一些疯狂的制作。我们真的不假思索地放了一些我们正在做的东西。」
其中一首单曲已经确认是由迪波洛制作，名称为《我是女皇》，这首歌他相信会放一些他作曲时所设的界限。瑪丹娜说迪波洛采用的这段乐节对于她来说是新鲜的，迪波洛解释说每一个人当面对批评正在吞噬瑪丹娜时都能保持冷静或酷的状态，因此对于歌手来说这并不是独一无二的参考。这首歌的灵感是来源于嘻哈歌手Lil B在2010年《Pretty Boy Farmer》的其中一段歌词「我看起来像瑪丹娜/婊子，我是个农夫（I look like Madonna / Bitch, I'm a farmer）」。迪波洛采用了这个点子并向瑪丹娜展示，并制作了一首歌曲向一些对她呆在音乐界的长度说一些负面评论的人作出反击，并说：「我们做这张录制是关于『去你的，婊子，我们都是瑪丹娜』。」他还强调他们邀请了先前与瑪丹娜在其《MDNA》专辑里共同合作两首歌的美國饒舌歌手妮琪·米娜。
迪波洛向《访问》杂志解释说这首歌的创作是源自有一晚在录音室里一起喝酒时的经过。他在那里向瑪丹娜表演了日本撥奏旋律和一个降低，这获得了她的好评。因为瑪丹娜更喜爱用吉他来开始她的创作，所以迪波洛在曲调中加入了一些吉他声并改进了他的创作。瑪丹娜另外一张Instagram的帖子上确认了米娜在单曲中的参与，并在相片下附上了一段文字，「要不就尽情释放要不就回家，我们将狂欢一整晚！#工作」。瑪丹娜评论与米娜共同合作的方式：

每当我们一起工作时，她总是坐在我旁边并聆听着专辑里的歌，并说：「告诉我这首歌是关于你的一些什么东西。」可见她的想法是非常有条理的。我们讨论这首歌时，她写下我所描述的这首歌是关于什么或者我对于她给出的点子所作出的意见，接着她离开并致力于创作这首歌。她创作好了后，她回来工作室。她为这首歌做了一些版本，我们就其继续作出讨论。这样来来回回四次后她终于使其正确，而这个才是好的合作关系。

## 发行
2014年12月17日，《告示牌》声称《我是女皇》的样本和在瑪丹娜未命名的第十三张专辑中的其他十二首样本录制共同泄漏在网络上。局势更嚴重之后，瑪丹娜澄清这些歌曲只是早期录制的样本，她觉得这次泄露与「艺术的强暴」差不多。她接着简短地提及了白沙瓦學校襲擊事件和悉尼人质事件来指责这次窃取就跟「恐怖主义」一样。2014年12月20日，这张专辑可在iTunes Store上订购。在订购期间，其中六首单曲包括《我是女皇》可用于数位下载。瑪丹娜声明当这首歌在2015年3月的最后版本释出时，这对她意味着是「一个提早的圣诞节礼物」。
在《为爱而活》和《鬼城》发布后，《我是女皇》由瑪丹娜透过其Instagram确认这首歌是《心叛逆》的第三首单曲。她还发布了歌曲的三首混音于其Youtube和Tidal帐号来进行串流。这首歌的唱片封面与混音共同释出，其创作灵感来自于瑪丹娜Instagram其中的一幅图片。《贱人我是瑪丹娜》大部分的主体混音由罗莎贝尔、桑德·克莱嫩贝格和奥斯卡·G制作，而奥斯卡在他的脸书帐号张贴了一则信息，内容是「当瑪丹娜打给你，而你确切地做到她所要求的事，我对这次的机会感到万分感谢！」其他的混音则是由林茨泽·「雷」·霍夫斯蒂和乔布·「金」·斯米勒组成的荷兰音乐团体愤怒个体制作，而这首混音只发布在《告示牌》上。2015年6月15日，这些混音首次发行于澳大利亚和德国，而其他国家则在隔一天释出。

## 创作技巧和混音
《我是女皇》共同创作和共同制作于瑪丹娜，迪波洛以及英国电子音乐家和PC音乐的联合主办人苏菲，同时还包括额外的写作人莫泽尔拉、托比·蓋德、阿里爾·雷希特沙希德和米娜。

## 榜单成绩
| 排行榜（2014-2015年度）          | 最高排名 |
| -------------------------------- | -------- |
| 比利時佛蘭德斯（Ultratip榜）     | 50       |
| 加拿大（加拿大百强单曲榜）       | 58       |
| 芬蘭（芬兰官方单曲排行榜）       | 13       |
| 法国（法國唱片出版業公會榜）     | 90       |
| 匈牙利（匈牙利40强单曲榜）       | 21       |
| 西班牙（西班牙音乐制造商协会榜） | 49       |
| 瑞典（DigiListan排行榜）         | 30       |
| 美国（公告牌百强单曲榜）         | 84       |
| 美国（公告牌舞曲排行榜）         | 1        |
| 美国（公告牌舞曲/电子歌曲榜）    | 5        |

| Charts (2015年)                 | 排名 |
| ------------------------------- | ---- |
| 美国舞曲排行榜(告示牌)          | 8    |
| 美国舞曲/电子数位歌曲榜(告示牌) | 48   |
| 美国热门舞曲/电子歌曲榜(告示牌) | 29   |

## 销量认证
| 国家或地区                 | 认证   | 认证销量/出货量 |
| -------------------------- | ------ | --------------- |
| 波兰（波蘭音像製造商協會） | 金唱片 | 10,000*         |
| *僅含認證的實際銷量        |        |                 |

## 发行历史
| 发行地区 | 发行日期      | 发行格式                | 厂牌       |
| -------- | ------------- | ----------------------- | ---------- |
| 澳大利亚 | 2015年6月15日 | 数位下载 (重混迷你专辑) | 新視鏡唱片 |
| 德国     | 2015年6月15日 | 数位下载 (重混迷你专辑) | 新視鏡唱片 |
| 日本     | 2015年6月15日 | 数位下载 (重混迷你专辑) | 新視鏡唱片 |
| 加拿大   | 2015年6月16日 | 数位下载 (重混迷你专辑) | 新視鏡唱片 |
| 美国     | 2015年6月16日 | 数位下载 (重混迷你专辑) | 新視鏡唱片 |